# Jan Zikmund z Thun-Hohensteinu
Jan Zikmund z Thun-Hohensteinu, počeštěně též z Thun-Hohenštejna (německy Johann Sigismund Graf von Thun und Hohenstein, 20. září 1594 – 29. června 1646, Děčín) byl český šlechtic, místodržitel Království českého a císařský tajný rada. Pocházel z hraběcího rodu Thun-Hohenštejnů.

## Život

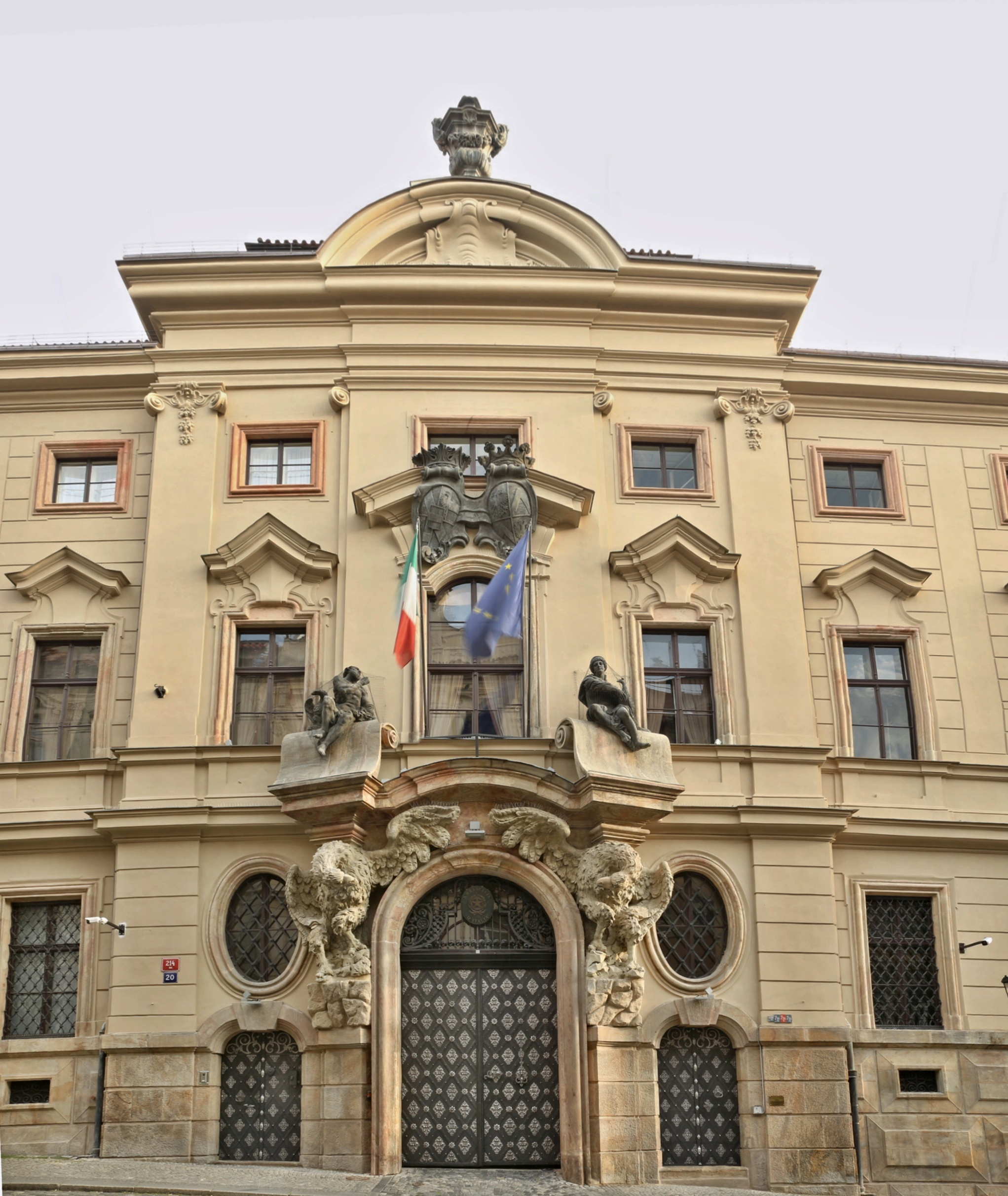
Pražský palác Thun-Hohenštejnů v Praze na Malé Straně

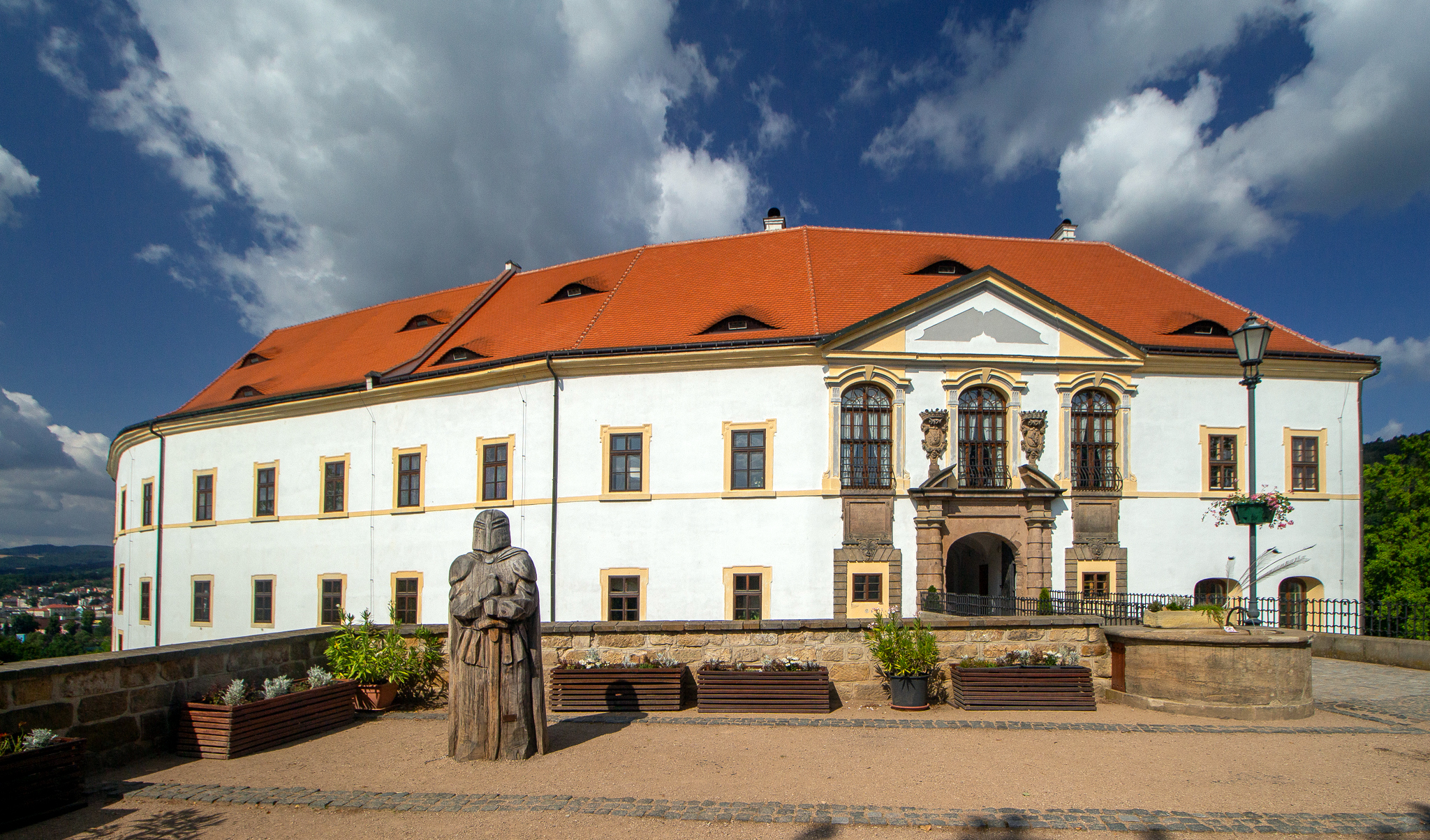
Děčínský zámek

Narodil se jako syn hraběte Jana Cypriána z Thun-Hohenštejna (1569 – 1630), v roce 1629 se stal říšským hrabětem z Hohenštejna a jeho manželkou byla Anna Marie z Preysingu.
Jan Zikmund po otci zdědil zámek a panství Klášterec. V době probíhající třicetileté války však byl zámek a přilehlé budovy 1639 a 1646 vypálen a vypleněn Švédy.
Hrabě Jan Zikmund zemřel ve věku 51 let 29. června 1646 v Děčíně.

## Rodina
Jan Zikmund byl třikrát ženatý. Poprvé se oženil v roce 1612 s hraběnkou Barborou z Thunu-Caldes († 1618). Manželé měli čtyři děti:
- Judita Anna (30. července 1614 – 16. září 1669), jeptiška a abatyše v Salcburku
- Kryštof Šimon (1615 – 1643, padl v boji), ženatý s hraběnkou Annou Barborou z Trauttmansdorffu
- Guidobald (16. prosince 1616, Castelfondo – 1. června 1668, Salcburk), kardinál (1666), kníže-arcibiskup salcburský (1654 – 1668)
- Anna Magdalena Alžběta, 18. června 1656 se ve vídeňském Hofburgu provdala za hraběte Jana Maxmiliána II. z Herbersteinu († 1679)

Podruhé se oženil 21. února 1628 s Annou Markétou z Wolkenstein-Trostburgu († 7. září 1635 Praha), dcerou hraběte Marka Osvalda z Wolkensteinu (1592 – 1636) a Anny Marie z Khuen-Belasi. Manželé měli dva syny:
- Václav (13. srpna 1629 – 8. ledna 1673), biskup pasovský (1664 – 1673) a gurský (1665 – 1673)
- Michael Osvald (13. října 1631 – 31. ledna 1694, Praha), český místrodžící, poprvé se oženil 14. září 1654 v Salcburku s hraběnkou Alžbětou z Lodronu († 1688), podruhé s hraběnkou Annou Cecílií z Tannhausenu (14. března 1674 – 15. února 1721). Z prvního manželství měl dvě dcery.

Poslední manželství uzavřel 6. července 1637 v Praze s hraběnkou Markétou Annou z Oettingen-Baldernu († 19. června 1684), dcerou hraběte Arnošta I. z Oettingen-Baldernu (1584–1626) a hraběnky Kateřiny z Helfenstein-Wiesensteigu (1589–1638). Manželé měli osm dětí:
- Maxmilián (19. srpna 1638 – 7. srpna 1701), nositel řádu zlatého rouna, poprvé ženatý s hraběnkou Marií Františkou Emerencií z Lodronu († 12. května 1679), podruhé od 11. srpna 1680 s hraběnkou Marií Maxmilianou z Lichtenštejna (14. srpna 1659 – 17. července 1687), potřetí roku 1694 s hraběnkou Marií Adlétou z Preysingu; той основава české linie; měl celkem sedm dětí:
- František Zikmund (1. září 1639 – 3. května 1702), velkopřevor Maltézského řádu, vyslanec v Londýně a Varšavě, polní maršál 1700
- Paris Dominik († 24. října 1697)
- Jana Kateřina (5. září 1635 – 23. srpna 1688), jeptiška karmelitka
- Romedius Konstantin (2. března 1641 – 30. dubna 1700), hrabě, roku 1669 se oženil s Marií Františkou Barborou ze Salm-Neuburg (1655 – 20. února 1707), dcerou hraběte Karla ze Salm-Neuburgu (1604 – 1662/1664) a hraběnky Alžběty Bernardiny Tübingenské, svobodné paní z Lichteneggu (1624 – 1666), měli jednoho syna
- Jan Arnošt (6. července 1643 Praha – 20. dubna 1709), biskup hradecko-sekavský (1679–1687) a kníže-arcibiskup salcburský (1687 – 1709)
- Josef (1644 - 1697), kapucínský mnich
- Rudolf Josef († 20. května 1702), biskup sekavský, kapucínský mnich
- dalších 5 potomků, kteří zemřeli v dětství